# Dampierre-au-Temple
Dampierre-au-Temple era una comuna francesa que estaba situada en el departamento de Marne, de la región de Gran Este, que el 1 de enero de 2025 pasó a formar parte de la comuna nueva de La Neuville-au-Temple como comuna delegada.

## Demografía
| Gráfica de evolución demográfica de Dampierre-au-Temple entre 1800 y 2022 |
|                                                                           |

Los datos demográficos contemplados en este gráfico de la comuna de Dampierre-au-Temple se han cogido de 1800 a 1999 de la página francesa EHESS/Cassini, y los demás datos de la página del INSEE.